# Neuhaus (Familienname)
Neuhaus (ⓘ) ist ein deutscher Familienname.

## Namensträger
- Neuhaus (Adelsgeschlecht), böhmisches Adelsgeschlecht
- Neuhaus (Patrizier), Frankfurter Patrizierfamilie
- Neuhaus zu Ruetting, bairisch-österreichisches Adelsgeschlecht

### A
- Adam I. von Neuhaus (1494–1531), böhmischer Oberstkanzler
- Adam II. von Neuhaus (1546–1596), böhmischer Oberstkanzler und Prager Burggraf
- Agnes Neuhaus (1854–1944), deutsche Politikerin (Zentrum)
- Albert Neuhaus (1873–1948), deutscher Politiker (DNVP)
- Alfred Neuhaus (Mineraloge) (Alfred Oscar Wilhelm Neuhaus; 1903–1975), deutscher Mineraloge, Geochemiker und Hochschullehrer
- Alfred Hubertus Neuhaus (1930–2016), deutscher Unternehmer und Politiker (CDU)
- Alfred Hugo Neuhaus (1891–1961), deutscher Zigarrenfabrikant
- Arnd Neuhaus (* 1967), deutscher Basketballspieler
- Astrid Schmidt-Neuhaus (1909–nach 1985), deutsche Pianistin und Hochschullehrerin

### B
- Barbara Neuhaus (1924–2007), deutsche Schriftstellerin und Hörspielautorin

### C
- Caspar August Neuhaus (1860–1926), deutscher Fabrikant und Politiker, MdR
- Charles Neuhaus (1796–1849), Schweizer Unternehmer und Politiker
- Christian Neuhaus (1833–1907), dänischer Fotograf
- Christoph Neuhaus (Politiker) (* 1966), Schweizer Politiker (SVP)
- Christoph Neuhaus (Musiker) (* 1986), deutscher Jazzmusiker
- Cläre Neuhaus (1878–1950), deutsche Malerin
- Claudia Neuhaus (* 1973), deutsche Basketballspielerin
- Clemens Neuhaus (1927–1991), deutscher Maler

### D
- Dani Neuhaus (* 1993), brasilianische Fußballspielerin
- David Neuhaus (* 1962), israelischer Jesuit und Patriarchalvikar
- Detlef Neuhaus (* 1957), deutscher Schauspieler
- Dieter Neuhaus (um 1942–2014), deutscher Badmintonspieler
- Dietrich Neuhaus (1931–2020), deutscher Kabarettist und Schriftsteller

### E
- Eberhard III. von Neuhaus († 1427), Fürsterzbischof von Salzburg
- Edo Neuhaus (1581–1638), deutscher Gymnasialrektor
- Egbert Neuhaus (* 1953), deutscher Unternehmer und Verbandsfunktionär
- Ernst Neuhaus (1800–1886), deutscher Kaufmann

### F
- Felix Neuhaus (1928–2022), Schweizer Ringer
- Ferdinand Maria Franz von Neuhaus (1655–1716), deutscher Kämmerer von Kurfürst Maximilian II. Emanuel
- Florian Neuhaus (* 1997), deutscher Fußballspieler
- Franz von Neuhaus (1624–1682), deutscher Jurist und kurfürstlicher Beamter
- Franz Neuhaus (Politiker) (1853–1940), Schweizer Ingenieur und Politiker
- Frauke Neuhaus (* 1993), deutsche Volleyballspielerin
- Friedrich Neuhaus (1797–1876), deutscher Architekt und Baubeamter
- Fritz Neuhaus (Maler) (1852–1922), deutscher Maler
- Fritz Neuhaus (Ingenieur) (1872–1949), deutscher Ingenieur
- Fritz Neuhaus (Ringer) (1914–2000), deutscher Ringer
- Fritz Berthold Neuhaus (1882–1956), deutscher Maler

### G
- Gerd Neuhaus (* 1952), deutscher katholischer Theologe
- Gerhard Neuhaus (?–2005), deutscher Heimatforscher
- Gert Neuhaus (* 1939), deutscher Maler
- Günter Müller-Neuhaus (1912–1971), deutscher Bauingenieur, Baurat und Hochschuldekan
- Gunther Neuhaus (1953–2021), österreichischer Biologe
- Gustav Neuhaus (1866–1942), deutscher Jurist und Sprachwissenschaftler
- Gustav Reinhard Neuhaus (1821–1892), deutscher Dichter und Kauffmann

### H
- Hans Neuhaus (Keramiker) (1906–1984), deutscher Keramiker und Keramikmaler (1929–1962 in Indonesien)
- Hans Joachim von Neuhaus (1887–1957), deutscher Diplomat und Journalist
- Hans-Otto Schmidt-Neuhaus (1907–1971), deutscher Pianist und Hochschullehrer
- Hans-Peter Neuhaus (* 1945), deutscher Handballspieler und -trainer
- Heinrich I. von Neuhaus (vor 1205–nach 1237), Begründer des witigonischen Familienzweigs der Herren von Neuhaus
- Heinrich II. von Neuhaus († 1363), böhmischer Adliger, Schiedsrichter des altböhmischen Kreises Pilsen und Pfandherr von Taus
- Heinrich III. von Neuhaus († 1398), höchster Burggraf von Böhmen
- Heinrich IV. von Neuhaus (1442–1507), höchster Kämmerer von Böhmen und Oberstburggraf von Prag
- Heinrich Neuhaus (Genrich Nejgaus, Henrych Nejhaus; 1888–1964), russisch-ukrainischer Pianist
- Heinz Neuhaus (Boxer) (1926–1998), deutscher Boxer
- Heinz Neuhaus (Politiker) (1945–1992), deutscher Politiker, MdL
- Helmut Neuhaus (* 1944), deutscher Historiker
- Hermann Neuhaus (Maler) (1863–1941), deutscher Maler
- Hermann Neuhaus (Musiker) (1908–1980), deutscher Musiker und Komponist
- Hermann Neuhaus (Unternehmer) (1931–2007), deutscher Unternehmer und Mäzen
- Hermann-Josef Neuhaus (1920–1991), deutscher Politiker (CDU)

### I
- Inès Neuhaus (* 1970), österreichische Musikerin und Komponistin
- Ingo Neuhaus (* 1969), US-amerikanischer Schauspieler
- Ingritt Neuhaus (* 1940), deutsche Künstlerin, Kunsterzieherin und Buchillustratorin
- Itty S. Neuhaus (* 1961), US-amerikanische Künstlerin

### J
- J. Diederich Neuhaus (Johann Diederich Neuhaus; 1925–2010), deutscher Unternehmer
- Jakob Neuhaus († 1529), deutscher Unternehmer
- Jakob von Neuhaus (1853–1921), deutscher Landrat
- Jens Neuhaus (* 1963), deutscher Schauspieler
- Joachim Neuhaus (1945–2016), deutscher Sprachwissenschaftler
- Jochen Neuhaus (Übersetzer) (1936–1995), deutscher Schauspieler, Regisseur und Übersetzer
- Jochen Neuhaus (Autor) (* 1944), deutscher Lehrer und Autor
- Johann Friedrich Neuhaus (1860–1931), deutscher Baumeister
- Johann Rudolf Neuhaus (1767–1846), Schweizer Grossrat und Unternehmer
- Jörn Bleck-Neuhaus (* 1942), deutscher Physiker und Hochschullehrer
- Josef Neuhaus (1923–1999), deutscher Künstler
- Jürgen Neuhaus (1941–2022), deutscher Automobilrennfahrer
- Julia Neuhaus (* 1983), deutsche Volkswirtin, Präsidentin der Berliner Hochschule für Technik

### K
- Karl Neuhaus (Politiker, 1796) (1796–1849), Schweizer Politiker
- Karl Neuhaus (Politiker, 1880) (1880–1947), deutscher Politiker
- Karl Neuhaus (1881–1929), deutscher Bildhauer, siehe Carl Neuhaus
- Karl Neuhaus (Missionar) (* 1884; † 1943 oder 1944), deutscher römisch-katholischer Geistlicher, Ordensmann, Missionar und Märtyrer
- Karl Neuhaus (Oberbürgermeister) (1888–1961), deutscher Architekt, Verwaltungsbeamter und Politiker

### L
- Leopold Neuhaus (1879–1954), deutscher Rabbiner
- Ludwig Neuhaus (1810–1861), deutscher Politiker
- Luise Neuhaus-Wartenberg (* 1980), deutsche Politikerin, MdL Sachsen

### M
- Manfred Neuhaus (* 1946), deutscher Historiker
- Margret Neuhaus (* 1930), deutsche Schauspielerin, Hörspiel- und Synchronsprecherin
- Maria Barbara von Neuhaus (* 25. Mai 1661 auf Schloss Pillmersried, † 1733), geb. von Hundt, Wohltäterin und Ehefrau des Freiherr Franz Carl von Neuhaus auf Höfen (* 1651, † 18. August 1684)
- Martin Neuhaus (* 1975), deutscher Schauspieler, Sänger und Regisseur
- Max Neuhaus (Kaufmann) (1899–1972), deutscher Kaufmann und Generalbevollmächtigter der AEG
- Max Neuhaus (Musiker) (1939–2009), experimenteller Musiker, Klangkünstler, Grafiker und Autor
- Max Neuhaus (Handballspieler) (* 1999), deutscher Handballspieler
- Meinhard von Neuhaus (Bischof) (um 1329–nach 1377), böhmischer Kanoniker und Bischof von Trient
- Meinhard von Neuhaus (Oberstburggraf) (1398–1449), böhmischer Heerführer und Oberstburggraf

### N
- Nele Neuhaus (* 1967), deutsche Schriftstellerin

### O
- Othmar Neuhaus (* 1960), Schweizer Politiker (CVP)
- Otto Neuhaus (1880–1938), deutscher Architekt

### P
- Paul Neuhaus (Schauspieler) (* 1938), deutscher Schauspieler
- Paul Heinrich Neuhaus (1914–1994), deutscher Jurist und Hochschullehrer
- Peter Neuhaus (* 1946), deutscher Chirurg und Funktionär

### R
- Ralf Neuhaus (* 1955), deutscher Autor, Strafverteidiger und Rechtswissenschaftler
- Richard John Neuhaus (1936–2009), US-amerikanischer Priester, Theologe, Ökumeniker und Autor
- Robert Neuhaus (1864–1934), deutscher Architekt
- Rolf Neuhaus (Sozialwissenschaftler) (1925–1991), deutscher Sozialwissenschaftler und Bildungsforscher
- Rolf Neuhaus (Journalist) (* 1951), deutscher Journalist und Historiker
- Rudolf Neuhaus (1914–1990), deutscher Dirigent
- Rupert Klaus Neuhaus (* 1944), deutscher Jurist

### S
- Stanislaw Genrichowitsch Neuhaus (1927–1980), russischer Pianist
- Stefan Neuhaus (* 1965), deutscher Germanist und Hochschullehrer
- Sven Neuhaus (* 1978), deutscher Fußballspieler

### T
- Thomas Neuhaus (* 1961), deutscher Komponist und Musikinformatiker
- Tim Neuhaus (* 1979), deutscher Musiker

### U
- Ulrich Neuhaus (1910–1965), deutscher Agrarwissenschaftler und Hochschullehrer
- Ulrich I. von Neuhaus (vor 1254–nach 1282) königlicher Unterkämmerer
- Ulrich II. von Neuhaus († vor 1312), böhmischer Adliger, Burggraf von Znaim und Unterkämmerer von Mähren
- Ulrich III. von Neuhaus (1299–1349), böhmischer Adliger
- Ulrich IV. von Neuhaus († nach 1383), böhmischer Adliger
- Ulrich V. von Neuhaus († 1421), Münzmeister von Böhmen
- Uwe Neuhaus (Maler) (* 1942), deutscher Maler
- Uwe Neuhaus (Fußballspieler) (* 1959), deutscher Fußballspieler und -trainer

### V
- Volker Neuhaus (1943–2025), deutscher Germanist

### W
- Walter Neuhaus (1932–2019), deutscher Politiker (CDU), MdL
- Werner Neuhaus (1897–1934), Schweizer Maler
- Werner Neuhaus (Bildhauer) (* 1970), Schweizer Bildhauer
- Wilhelm Neuhaus (1873–1956), deutscher Lehrer und Heimatforscher
- Wilhelm Neuhaus (Psychologe) (1893–1976), deutscher Psychologe und Hochschullehrer
- Wolfgang Neuhaus (Schriftsteller) (1929–1966), deutscher Schriftsteller
- Wolfgang Neuhaus (Übersetzer) (* 1952), deutscher Lektor und Übersetzer
- Wolfgang Neuhaus (* 1958), deutscher Musiker, siehe Ricky Echolette